# Magia callejera

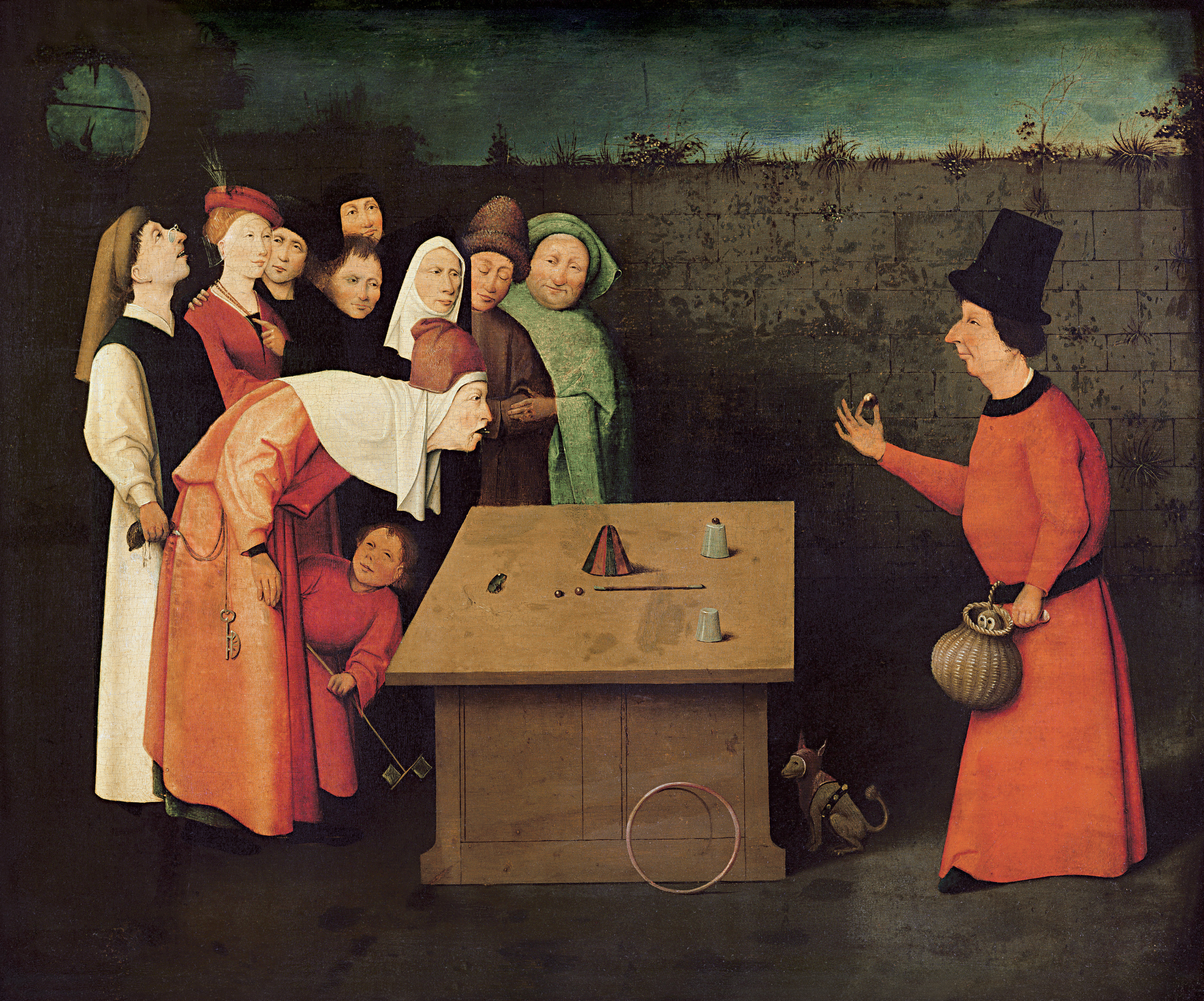
Hieronymus Bosch: El ilusionista, 1475-1480

La magia callejera se refiere al espectáculo de ilusión  o prestidigitación que se realiza al aire libre o en la calle, donde el mago obtiene sus ganancias de la voluntad de las personas que logre reunir. Tiene muchos siglos de historia.
La magia de calle no es, por sí misma, una disciplina dentro del ilusionismo. A veces se produce esta confusión, pero en realidad es magia de cerca, de escenario, etc., realizada en un entorno como la calle, aunque los efectos son los mismos. No se puede usar implementos de gran tamaño ni trucos muy elaborados, ya que el público no es fijo ni permanecerá mucho tiempo si pierde interés.
Algunos magos famosos son:

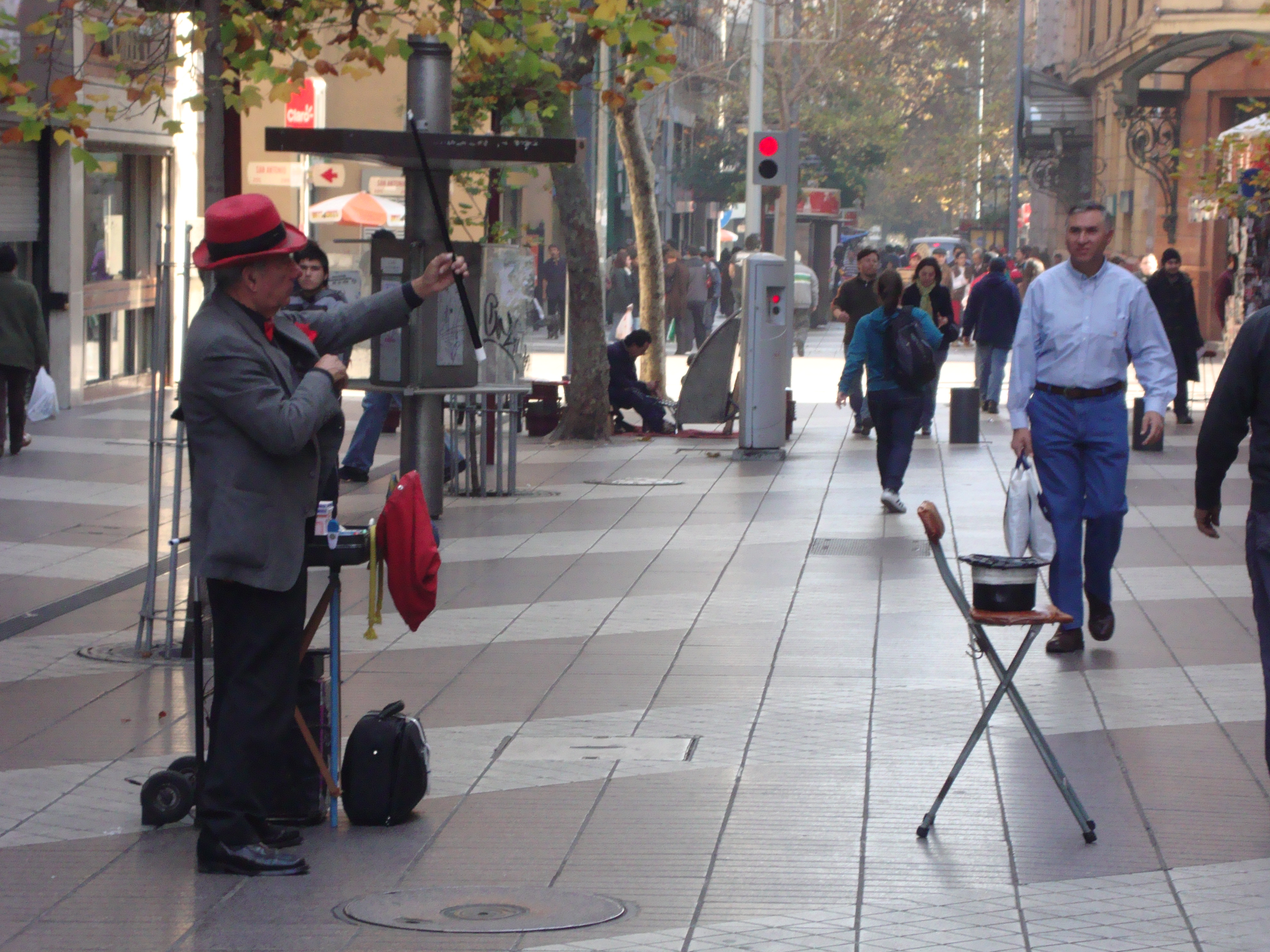
Prestidigitador callejero preparando su show en Santiago de Chile

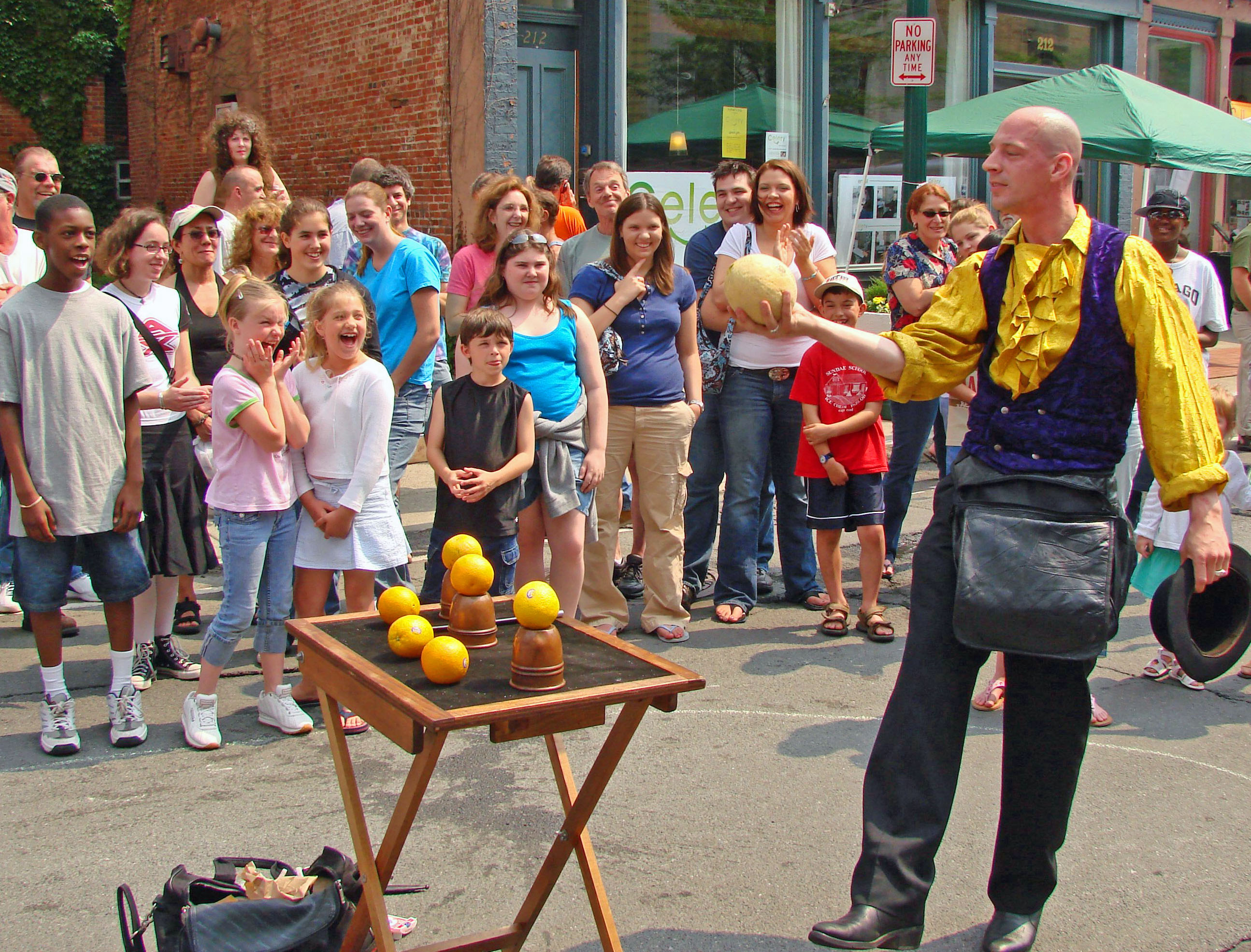
Magia callejera en Nueva York

- Jeff Sheridan, que actuaba en la década de 1970 en el Central Park de Nueva York.
- Jim Cellini , alumno de Slydini, es también un reconocidísimo mago de a pie de calle. También los mexicanos Joe & Moy han destacado en el mundo de la magia callejera.
- David Blaine ha sido uno de los últimos grandes exponentes en este rubro. Sus especiales de televisión David Blaine: Street Magic, David Blaine: Magic Man, y David Blaine: Mystifier tuvieron una muy buena aceptación por el público, logrando poner de moda este estilo de magia.[2]

Desde la época de Houdini muchos de los grandes magos han creado performance que implican el uso de lugares públicos, sin embargo el espectáculo busca financiarse gracias a los aupicios televisivos u otros, lo que es difícil de catalogar como magia callejera.